# アトミック・ベティ
『アトミック・ベティ』（Atomic Betty）はカナダのテレビアニメ。2004年9月6日から放送されている。日本では2006年2月5日からカートゥーン ネットワークで放映され、2014年9月1日からディズニー・チャンネルで放映された。

## 概要
地球で生活する普通の女の子ベティが宇宙で銀河警備隊として活躍する姿を描くヒーローアニメ。作品の合間に主人公がいない地球の姿が描かれている。
内容的にはベティが地球で揉め事に遭遇→宇宙で事件勃発→宇宙の事件解決→地球の事件も解決→ハッピーエンドが定番。日本でもDVDがワーナー・ホーム・ビデオから発売されている。

## 登場人物

### 銀河警備隊
担当声優の名前（日本語版）は、カートゥーン ネットワーク版では表示されていたが、ディズニー・チャンネル版では非表示。
アトミック・ベティ
声 - 本名陽子
この作品の主人公。アトミックベティとは銀河警備隊での呼び名で本名はベティ。普段は自宅とムースジョー中学とを行き来する生活を送っているが、ことあるたび、ディギル司令官に呼び出されては颯爽と現れるスペースクルーザー（それに取り込まれて上昇している間に、必ず体の向きを変える）に乗って任務を果たす。武器はいつもつけている腕時計型のブレスレットであらゆる武器・機能を持つ万能装備。ゆえに時計を取られるとテレポーテーションなどの超能力が使えないことが弱点である。この時計は地球でも呼び出しの受信機でありそのたびにところ構わずなるブザーがベティの悩みの種で毎回、言い訳に苦慮している。
タムカヌーシュを師匠とした空手の達人でスパーキー・X-5との3人組の中で最も戦闘を得意としており、たった1人で任務を完遂したこともあり、そのせいかあまり危機に陥ることがない。スパーキー、X-5からはキャプテンと呼ばれていてチームでも中立的立場で2人から慕われている。スペースクルーザーの作戦参謀で専用の椅子を持っている。
運動神経抜群で野菜が嫌い。ディランに好意を持っておりノアが大親友。反対にペネロピーとはことあるごとに対立・喧嘩をしている。
過去関わった惑星・生物の名を地上で口にするたび、不思議がられている。
1996年（平成8年）10月4日生まれの子
カザフ人とフランス人のハーフ。
スパーキー
声 - 岡野浩介
銀河警備隊に所属する、緑色の体をしたの宇宙人。ベティのチームの1人。いつも意味不明な発言・返事でメンバーを困らせているムードメーカー。
X-5と名コンビでことあるたび対立しているが、実は相棒と呼ぶほど仲が良かったりする。スペースクルーザーのパイロット。戦闘面ではベティ・X-5のような特色はないものの、彼の発言・持ち物で救われたことも少なくない。ただし、彼の軽率な発言で窮地に陥ったことも少なくない。大食いでキャラメル味の宇宙ナメクジが好物。マザコンで、自分と同様大食いの母親がいる。
猫アレルギーがあり、パーシーの姿が見えなくても近くにいるだけでくしゃみなどを発する。
あだ名は「マザコン坊や」「緑の」。
X-5
声 - 船木真人
銀河警備隊の所属ロボットでベティのチームの1人。チームで一番真面目かと思いきや意外とノリがいい。物事を難しい言葉で語る癖があり、その為にベティ、スパーキーが首を傾げるたびに簡単に言い直している。
感情配線をいじることで感情の強弱を変更することが可能で泣き虫になったことがある。脚部はなく、涙は螺子で好物は螺子のパイ。
戦闘面では自分がロボットということを活かしてロボットを倒すことが得意。ただし、ロボット以外は苦手なところがある。また武器などにも精通しており、彼が敵の武器を破壊・改造したことで得た勝利も多い。スペースクルーザーの計器担当。
B-1というおじがいる。
あだ名は「クズ鉄ロボ」。
ディギル司令官
声 - 藤本譲
魚で銀河警備隊でのベティ達の上司。ベティの招集は専ら彼の仕事。ベティを高く評価している一方、招集はかなり無理強いなところがある。基本的に自分の部屋からの招集だが、散髪、サウナと意外に遊んでいる。
魚という外見上、弱く見えるがベティ達の上司を務めているだけあって実は筋肉質でかなりの凄腕。魚なのに髪がある。
犯罪者ポンテフィドーラとはかつては恋人同士だったが、ディギル司令官の浮気で別れた。
字幕ではデギルで階級も提督。
タム・カヌーシュ
声 - 藤本譲
ベティの空手の師匠。実力は相当の物だが、頭脳博士におバカにされたことがある。趣味は盆栽。
マキシマスIQのロボット兵士・ブラッドモンクをダンス集団に変貌させ、変貌させたブラッドモンクでダンスの巡業をしている。
アトミックロジャー
声 - 松林大樹
ベティと同じ銀河警備隊所属。ナルシスト。
ベティに負けず劣らずの腕を持ち一時期はベティのお株を完全に奪い去ったが、ナルシスト故に自分の金像を作ろうと金塊をネコババしたことで完全に失墜した。しかし、その後、弟であるアトミックドジャーが引き起こした事件解決に貢献し見事に銀河警備隊に返り咲いた。なお、自慢の金髪はカツラであり任務中によく敵に外されたりボロボロにされることがあり、カツラを失うと戦意を喪失する。ベティに好意を持っているらしいが、最初はなぜかベティの名前を「キティ」「キャシー」「キャリー」「ケリー」などと色々間違えていた。

### 犯罪者
マキシマスIQ
声 - 岩崎ひろし
猫型の宇宙人で自称・邪悪な大君主。ベティの一番の好敵手で最も多く対戦している。キャラの中で珍しく背が高い。宇宙征服が目的で企むだけあってあらゆる手段を講じ、宇宙征服やベティ抹殺を狙うがいつも失敗している。作戦の一部成功や自称・いい計画を思いついた時に笑うのが癖。ミニマスをこき使っていて、自分の失敗も全てミニマスのせいにしている。失敗の原因はマキシマスにある場合も多々ある。
水が苦手。同属の性かパーシーをかわいがっている。
ミニマス
声 - 河本邦弘
正体不明の宇宙人。小悪人で背丈も小さい。マキシマスIQの手下で何時も計画を手伝わされている。
二重人格で頭を回転させることにより顔を変えて性格を入れ替える。やや、大人しそうな顔つきはそのままのんびりした性格で、逆に強面は口が汚くなる。基本的にマキシマスIQには服従・尊敬・敬語だが、性格が変わったときは全て逆になっている。そのたびに元の性格で謝っており、不満があると勝手に回転する仕組みと考えられる。
彼の失態で計画をしくじることも少なくないため、そのたびに叱られている。一度、マキシマスIQに捨てられたことがある。
カメレオン
声 - 河本邦弘
マキシマスIQ所属のスパイだったが、その間抜けな性格による失態が原因でクビになった。能力としてあらゆる物体や動物に姿を変化させることができ質量を操ることで力も自由にコントロール可能と戦闘能力は決して低くないが詰めが甘いため、何時もしくじっている。ベティの好敵手の一人。一度、スパイに返り咲いたものの、失態で再度クビになった。
バーナデット
マキシマスのシェフ。宇宙に一つしかない、『ピラクシニアンサイ』の卵でオムレツを作れと言われて怒り、シェフを辞めたことがある。また、ディギル司令官、タム･カヌーシュ師匠、スパーキーのママと共に悪党マスティキュラを封印したことがある。彼女が元銀河警備隊であったのかどうかは不明である。
小悪魔ベビー
声 - 河本邦弘
赤ん坊の宇宙人。司令官曰く『宇宙一凶悪な赤ん坊』。赤ん坊らしからぬ作戦で我侭の限りを尽くす。計画も抜かりないが不測の事態に弱い。いつもおしゃぶりを銜えている。宇宙船はベビーカー型。
字幕ではインファントール。
頭脳博士
声 - 石住昭彦
頭脳がカプセルに入った宇宙人。自分以外の賢い存在を認めず、おバカ光線で賢者を次々とおバカにした。カプセルが割れやすいことが弱点。
イノーモ
強固なスーツに身を包んだ宇宙人。ベティ達より遥かに小さい小人。武器はミニミニ銃と呼ばれる縮小光線銃。目的は自分より大きい物を無くすこと。『小さい』と言われると激怒し、縮小したモノを見下す辺り本人は身長がコンプレックスらしい。ペットに自分より大きいグリフォンという宇宙生物がいる。イノーモが自分より大きいのを黙認しているのはグリフォンだけ。
ポンテフィドーラ
声 - 青山桐子
ディギル司令官の元恋人にして、ハンター。ディギルに浮気されて反逆した際、銀河警備隊に逮捕されてしまう。刑務所から脱獄してディギルに復讐しようとするが、ベティらに妨害される。
クローン・ベティ
声 - 本名陽子
マキシマスIQによって作り出されたベティのクローン3人組。それぞれ赤い服、青い服、黄色い服を着ている。マキシマスのことを父親の如く慕っているが3人同士の仲は悪く、いつも些細なことで喧嘩をしてはマキシマスを困らせている。能力は高く、それぞれベティ本人の能力とともに火を自由に操る能力（赤い服）、体をゴムのように自在に伸ばせる能力（青い服）、岩のような頑強な姿になれる能力（黄色い服）が付加されている。

### 地球人
ベティのママ
声 - 青山桐子
文字通りベティの母親。ベティの髪は薄茶色だがなぜか金髪。ベティもかわいがっているが、どちらかと言うと飼い猫のパーシーびいきで溺愛している。甥っ子のカイルを毛嫌いしている。ボウリングの名人らしい。普段はパパと仲がいいがボウリングのことで同じく名人と豪語するベティのパパと対立したことがある。
ベティのパパ
声 - 船木真人
文字通りベティの父親。痩せ型で今一頼れない雰囲気の人。ママにくらべ出番が少ない。職業はセールスマン。
ベティのおばあちゃん
声 - 鵜飼るみ子
文字通りベティの祖母。普通のおばあちゃんだが、実は元銀河警備隊員。第26話では、ベティのピンチを知り駆けつけた。
ノア
声 - 河杉貴志
ベティの同級生で大親友。地球のベティの事件はほぼ彼かペネロピーとの絡みである。ベティの味方で、ペネロピーとの揉め事でベティが勝利を収めるのも、彼の助力があることが多い。ベティに好意を抱いている。よく行動を共にしている故にベティも彼の前でディギル司令官に呼ばれることが多く、そのたび、気にしているが正体は気付いていない。
ペネロピー
声 - 櫨山めぐみ
地球でのベティの好敵手。フルネームは「ペネロピー・ランス」（第14話Aパートより）。お金持ちでベティを敵視しておりことあるごとにイジメている。厚化粧。最初はいい思いをするのだが最後は泣きを見ている。ディランに好意を抱いている。カメレオン曰く『恐ろしい地球人』らしく、スパーキーや、顔を見た宇宙人の態度を見る限り、宇宙ウケは非常に悪い。
字幕では「ペネロペ」。
メーガスとサラ
ペネロピーの取り巻きの女子ふたり。いつもペネロピーと行動を共にする。太めでお腹部分にMと書いてあるセーターを時々着ているのがメーガスで、黒い長髪で眼鏡をかけているのがサラ。
ダンカン・ペイン
声 - 松林大樹
ベティのクラス一の悪ガキ。粗暴で彼が揉め事を作ることも多い。ペネロピーが好き。あだ名はフランケンでそれに因んでか、ハロウィンの仮装もフランケンシュタインだった。
カイル
声 - 河本邦弘
ベティの従兄弟。性格は意地悪かつ卑怯。その癖、負けず嫌いで物事が思い通りに行かなかったり、勝負に負けそうになると泣き出す。
パーシー
ベティの家で飼われている猫。ベティのママに溺愛されておりママには愛想がいいが、ベティを敵視しておりことあるごと、罠に陥れている。
ベティと一緒に宇宙に行ったことがあり地球のメンバー中、ベティの祖母を除いて唯一ベティが銀河警備隊としての活動を目の当りにしているものの猫だけによくわかっていない模様。マキシマスIQからは好まれていて、パーシーも撫でられたとき気持ちよさそうにしていた。

### 宇宙人
バングーン
声 - 河杉貴志　河本邦弘
紫の肌の宇宙人。驚いたりすると消える。
スリープス
声 - 河杉貴志
宇宙船のエネルギー源である、ニートミッククリスタルが埋蔵されている「塵の海」という星にいる生物。嬉しくなると星は楽園のように美しくなり、逆に悲しくなったりすると荒れ果てる。

## サブタイトル

### 第1シーズン
| #  | 邦題                                                          | 原題                                                       |
| -- | ------------------------------------------------------------- | ---------------------------------------------------------- |
| 1  | ライバル・ヒーローはなんかヘン/騒音攻撃なんてへっちゃらよ     | Atomic Roger/Toxic Talent                                  |
| 2  | ネコの手もかりちゃった/庭の手入れはお手のもん                 | Furball for the Sneeze/Maximus Displeasure                 |
| 3  | ヒミツの液体はぜったい守る/宇宙ケーキは食べちゃダメ           | The Doppelganger/Cosmic Cake                               |
| 4  | 宇宙もお部屋もお片づけ/惑星温泉でリフレッシュ                 | But the Cat Came Back!/Lost in Spa                         |
| 5  | カラテの師匠は奥が深い/マキシマスは水がきらい                 | Spindly Tam Kanushu/Science Fair                           |
| 6  | 小悪魔ベビーのお仕置きよ/クイズ番組はアブナイ感じ             | Attack of the Evil Baby/Space Brains                       |
| 7  | 銀河のスターは楽じゃない/プロトタイプにご用心                 | The Good, the Bad, and the Sparky/Bye-Bye X-5              |
| 8  | ワームホールは宇宙の落とし穴/サイの卵でオムレツなんて         | The Great Race/Poached Egg                                 |
| 9  | 司令官を元カノから救え/正義の味方が消えちゃった               | The Really Big Game/The Substitute                         |
| 10 | 悪いたくらみは壊しましょ/奇妙のコレクションにはなりたくない   | Self Sabotage/Crass Menagerie                              |
| 11 | とんだハロウィンパーティ/ゆうれい船の怖い話                   | When Worlds Collide/The Ghost Ship of Aberdeffia           |
| 12 | 王女さまはロボットアレルギー/キューピット役はむずかしい       | Battle of the Bots/Martian Makeover                        |
| 13 | バレンタイン・ボーイを捜せ/スパーキーのママが大変             | Betty's Secret Admirer/Slime of the Century                |
| 14 | サーフィンでサメ退治/氷の星でカーニバル                       | Solar System Surfin'/Winter Carnival                       |
| 15 | ピラミッドパワーはすごすぎる/新ヘイキには新ヘイキを           | Power of the Pharoah/And the Winner is…                    |
| 16 | トリオ・ザ・ベティと対決よ/クモの糸も使いよう                 | The Trouble With Triplets/Spider Betty                     |
| 17 | パワー・アップはほどほどに/夢を見るならいい夢ね               | Power Arrangers/Dream Come True                            |
| 18 | 大きけりゃいいってもんじゃない/設計図どおりにはいかないわ     | Betty Vs. the Giant Killer Ants/Best (Mis)Laid Plans       |
| 19 | 得意なスケートで勝負しましょ/ゲームのルールは甘くない         | No Business Like Snow Business/Infantor Rules!             |
| 20 | 開けてびっくり宝箱/ブヨブヨはうまくつかめない                 | Galactic Pirates of the Corralean/The Revenge of Masticula |
| 21 | ミニミニ・ベティの大作戦/お友だちはさみしがり屋さん           | The Incredible Shrinking Betty/Friends for Eternity        |
| 22 | まほう使いベティ/ゆうえんちは楽しくない                       | Wizard of Orb/Max-Land                                     |
| 23 | マキシマス・パパはもう古い/ゴミはちゃんと捨てましょ           | Like Father, Like Scum/Planet Stinxx                       |
| 24 | サーカスでカメレオンと激突/おバカ博士となぞなぞ合戦           | Big Top Betty/Dr. Cerebral and the Stupifactor Ray         |
| 25 | クリスマスは楽しくなくちゃ/サンタのプレゼントを守るのよ       | Jingle Brawls/Toy Hy-story-ia                              |
| 26 | ロボット・ウィルスは撃退しなきゃ/いじわるアイドルはごめんだわ | Franken Brain/Evil Idol                                    |

### 第2シーズン（日本未放送）
1. Braclet Yourself
2. The New Neighbour/Pre-Teen Queen of Outer Space
3. Auntie Matter/Oy, Robot
4. Werewolves in Zeebot/Return of the Pharaoh
5. Pop Goes the Maxx/Sleeping Like a Baby
6. Ferried Treasure/The X-Rays
7. By Virtuoso of Insanity/SWITCH-MO-tized
8. Captain Sparky/Earth to Roger
9. Hi-Jinxed/Robo-Betty
10. Take Two Evils and Call Me in the Morning/The Scribe
11. Mad Maximus/The Cheerleaders of Doom
12. Reeking Havoc/Practically Joking
13. The Great Sub-TRAIN-ean Robbery/The Minion
14. Eternal Elixir/Bee Movie
15. Evil Juniors/As the Worm Turns
16. Extreme Makeover/Once Bitten, Twice Slimed
17. The Collector/Night of the DeGilla Monster
18. Big Bad Plant From Outer Space/Nuclea Infected
19. The Brat Pack Attack/A Fungus Amongus
20. The Gazundheit Factor/Good Kitty
21. Strange Case of Minimus-Hyde/The Market
22. Galactic Guardians No More!/Scribe 2: The Re-Scribing
23. No-Hit Wonders/License DeGill
24. Case of the Missing Kanushu/Devolution City
25. Amulet of Shangri-La-De-Da/Best Dressed Villain
26. Takes One to Know One

### 第3シーズン: Mission: Earth（日本未放送）
1. No Space Like Home
2. Family Feuds/Girl Power
3. Arr! It be 'olidays!/Rodeo Robots
4. Who's the Baby Now?/Spliced
5. April Fools Overture/Crimes of Fashion
6. The Big Dig/Wedding Crashers
7. Night of the Living Mummies/Trick or Creep
8. Roger, Where Are You?/Betty the Red
9. Mini-Maximus/Circus Sparkimus
10. Shake Your Booga/Cosmic Comicon
11. A Hard Day's Fight/If the Shoe Fits
12. It Came from Hollywood/Lulu on the Loose
13. Betty and the Beast/Mirror of Morganna
14. Love Bites/Zulia's New Beau
15. Beach Blanket Betty/Ice Queen
16. Bold Age/Cat Fight
17. The Doomsday Game/Degill and Son
18. Vaudevillains/The Manchurian Guardian
19. Elementary, My Dear Minimus/Great Eggspectations
20. Scent of a Blugo/Star-Crossed Lovers
21. Boot Camp Betty/A Finful of Dollars
22. Invading Spaces/Make a Wish
23. Fairytale Fate/Ice Monsters
24. The Way of the Weiner/Pimplepalooza
25. Noah's Bark/Queen for a Day
26. The Future Is Now!

## スタッフ
- 製作：Atomic Cartoons（カナダ）、Breakthrough Films & Television（カナダ）、Tele Images Kids（フランス）
- 英語版主題歌：Tajja Isen

英語版主題歌を歌うTajja Isenは、アトミック・ベティの声を当てている。

### 日本語版スタッフ
- 翻訳 - 桜井裕子、大友和穂
- 演出 - ?
- 調整 - 重光秀樹[1]
- プロデューサー - 不明
- 制作 - カートゥーンネットワーク、不明

## DVDリリース
北米では2005年10月18日に、日本では2007年2月9日に、いずれもワーナー・ホームビデオからDVDがリリースされた。

## 備考
ベティの住む町Moose Jaw Heightsは、サスカチュワン州ムースジョーの近くにある架空の町ということになっている。